# 凯莉·克拉克
凯莉·克拉克（英語：Kelly Clark，1983年7月26日—），美国女子单板滑雪运动员。她曾代表美国参加2002年、2006年、2010年、2014年和2018年冬季奥林匹克运动会单板滑雪比赛，获得一枚金牌和二枚铜牌。